# 名古屋鯨魚
名古屋鯨魚（名古屋グランパス，Nagoya Grampus）是一支日本足球隊，日本職業足球聯賽成員，現時於日本職業足球聯賽(J1)作賽，球隊的根據地在愛知縣名古屋市，球場是瑞穗公園陸上競技場，2008年球隊名字從「八鯨」改為「鯨魚」。2010年，名古屋鯨魚歷史性首奪聯賽冠軍。好景不常，2016年不慎降班，不過球隊僅降班一年便成功重返日職聯。

## 简史
在日本職業聯賽成立前，球隊的前身是豐田汽車足球俱樂部。
球隊的名稱由时任名古屋市市长的西尾武喜正式命名为名古屋八鲸（名古屋グランパスエイト），其中グランパス由來是名古屋城上的金鯱（亦即是逆戟鯨），名字用了英語的Grampus，エイト就是“八”的意思，由丰田汽车会长豊田章一郎姓氏的“豊田”片假名“トヨタ”的笔画数得来。
1995年，曾在法甲摩纳哥执教、后来成为阿森纳主帅的法国人阿尔塞纳·温格接手球队，带领原本处于中游的名古屋八鯨获得1995年天皇杯冠军，这是该队历史上首个冠军，联赛亦成绩不俗，在1995年和1996年分别获得J联赛季军和亚军。
2007年球會管理層決定從2008年起，把數字八從球隊名稱中刪除，改稱名古屋鯨魚。據中日新聞報道，由於會方認為足球是11人的運動，認為隊名中的「八」字會令人產生誤解，因此決定去掉。由於將「八」字移除僅是在球隊名字上，正式全名仍是名古屋八鯨，一些地區與澳門仍使用「八鯨」作為球隊名字。
2010年首次获得日本職業足球聯賽冠军。2016年在聯賽表現欠佳，但在最後三輪中先贏兩輪，並只要在最後一輪主場對早已篤定降班的湘南比馬中取得一分便能護級成功（殘留），惟球隊卻竟然未能延續表現，在這場比賽以1:3怪敗於對手而慘遭多年來首次降班至日乙。
2017年極速升班成功，2018年一度十多場不勝，但在下半季取得8連勝，射手祖奧狀態火爆，並以24球成為神射手，最終亦成功護級。

## 球會榮譽
| 榮譽                 | 次數        | 年度        |
| 聯 賽 比 賽          | 聯 賽 比 賽 | 聯 賽 比 賽 |
| -------------------- | ----------- | ----------- |
| 日本職業足球聯賽冠軍 | 1           | 2010        |
| 盃 賽 比 賽          |             |             |
| 天皇盃冠軍           | 2           | 1995, 1999  |
| 日本聯賽盃冠軍       | 2           | 2021, 2024  |
| 日本超級盃冠軍       | 2           | 1996, 2011  |

## 亞冠歷年名次
- 2009年 - 準決賽

## 球員

### 現役球員
1. 以下球員名單更新於2021年8月1日
2. 球員編號參照名古屋鯨魚官方網站 （页面存档备份，存于）
3. 國籍圖標根據國際足協的參賽資格定義，但球員可能會持有多於一個非國際足協定義的國籍

| 號碼     | 國籍     | 球員名（英文名）                     | 出生日期       | 加盟年份 | 前屬球會             |
| 守 門 員 | 守 門 員 | 守 門 員                             | 守 門 員       | 守 門 員 | 守 門 員             |
| -------- | -------- | ------------------------------------ | -------------- | -------- | -------------------- |
| 18       | 日本     | 渋谷飛翔（Tsubasa Shibuya）          | 1995年1月27日  | 2017年   | 横濱FC               |
| 21       | 日本     | 武田洋平（Yohei Takeda）             | 1987年6月30日  | 2016年   | 大分三神             |
| 22       | 日本     | 三井大輝（Daiki Mitsui）             | 2001年5月27日  | 2020年   | 名古屋鯨魚U-18       |
| 後 衛    |          |                                      |                |          |                      |
| 3        | 日本     | 丸山祐市（Yuichi Maruyama）          | 1989年6月16日  | 2018年   | FC東京               |
| 4        | 日本     | 中谷進之介（Shinnosuke Nakatani）    | 1996年3月24日  | 2018年   | 柏雷素爾             |
| 6        | 日本     | 宮原和也（Kazuya Miyahara）          | 1996年3月22日  | 2017年   | 廣島三箭             |
| 13       | 日本     | 藤井陽也（Haruya Fujii）             | 2000年12月26日 | 2019年   | 名古屋鯨魚U-18       |
| 14       | 日本     | 木本恭生（Yasuki Kimoto）            | 1993年8月6日   | 2021年   | 大阪櫻花             |
| 17       | 日本     | 森下龍矢（Ryoya Morishita）          | 1997年4月11日  | 2021年   | 鳥棲砂岩             |
| 20       | 大韩民国 | 金眠泰（Min-tae Kim）                | 1993年11月26日 | 2021年   | 北海道札幌岡薩多     |
| 23       | 日本     | 吉田豐（Yutaka Yoshida）             | 1990年2月17日  | 2019年   | 鳥棲砂岩             |
| 26       | 日本     | 成瀬竣平（Shumpei Naruse）           | 2001年1月17日  | 2019年   | 名古屋鯨魚U-18       |
| 28       | 日本     | 吉田晃（Akira Yoshida）              | 2001年7月9日   | 2020年   | 九州國際大學付屬高校 |
| 中 場    |          |                                      |                |          |                      |
| 2        | 日本     | 米本拓司（Takuji Yonemoto）          | 1990年12月3日  | 2019年   | FC東京               |
| 5        | 日本     | 長澤和輝（Kazuki Nagasawa）          | 1991年12月16日 | 2021年   | 浦和紅鑽             |
| 7        | 日本     | 阿部浩之（Hiroyuki Abe）             | 1989年7月5日   | 2020年   | 川崎前鋒             |
| 15       | 日本     | 稲垣祥（Sho Inagaki）                | 1991年12月25日 | 2020年   | 廣島三箭             |
| 24       | 日本     | 石田凌太郎（Ryotaro Ishida）         | 2001年12月13日 | 2020年   | 名古屋鯨魚U-18       |
| 27       | 日本     | 児玉駿斗（Shunto Kodama）            | 1998年12月3日  | 2021年   | 東海學園大學         |
| 30       | 日本     | 甲田英將（Hidemasa Koda）            | 2003年10月2日  | 2021年   | 名古屋鯨魚U-15       |
| 31       | 日本     | 吉田温紀（Haruki Yoshida）           | 2003年4月29日  | 2021年   | 名古屋鯨魚U-15       |
| 前 鋒    |          |                                      |                |          |                      |
| 8        | 日本     | 柿谷曜一朗（Yoichiro Kakitani）      | 1990年1月3日   | 2021年   | 大阪櫻花             |
| 9        | 日本     | 山崎凌吾（Ryogo Yamasaki）           | 1992年9月20日  | 2020年   | 湘南比馬             |
| 10       | 巴西     | 加布里埃爾·澤維爾（Gabriel Xavier）  | 1993年7月15日  | 2017年   | 維多利亞             |
| 11       | 日本     | 相馬勇紀（Yuki Soma）                | 1997年2月25日  | 2020年   | 鹿島鹿角             |
| 16       | 巴西     | 馬迪奧斯（Mateus dos Santos Castro） | 1994年9月11日  | 2020年   | 橫濱水手             |
| 19       | 日本     | 齋藤學（Manabu Saito）               | 1990年4月4日   | 2021年   | 川崎前鋒             |
| 25       | 日本     | 前田直輝（Naoki Maeda）              | 1994年11月17日 | 2018年   | 松本山雅FC           |
| 40       | 波兰     | 雅庫布·希維爾喬克（Jakub Świerczok） | 1992年12月28日 | 2021年   | 皮亞斯特             |
| 44       | 日本     | 金崎夢生（Mu Kanazaki）              | 1989年2月16日  | 2020年   | 鳥棲砂岩             |

## 著名前球员
- 乔舒亚·肯尼迪
- 米切爾·蘭格歷克
- 路易桑
- 瓦尔多·菲略
- 马奎斯·巴蒂斯塔·德·阿布莱乌
- 約爾金霍·普提那堤
- Elivélton（英语：Elivélton）
- Alexandre Torres（英语：Alexandre Torres）
- Pita（英语：Pita (footballer)）
- 丹尼臣·哥度巴
- Andrej Panadić（英语：Andrej Panadić）
- 加里·莱因克尔
- Gérald Passi（英语：Gérald Passi）
- 伊戈尔·布尔扎诺维奇
- 科迪·莊臣
- 德拉甘·斯托伊科维奇
- 德拉吉萨·比尼奇
- Marek Špilár（英语：Marek Špilár）
- 米利沃耶·诺瓦科维奇
- 本田圭佑
- 川岛永嗣

## 外部連結
- 官方网站
- 名古屋鯨魚的Facebook專頁
- 名古屋鯨魚 軟式的X（前Twitter）
- 名古屋鯨魚 公式的X（前Twitter）
- 名古屋鯨魚 週邊商品